# نتائج الهجرة الاقتصادية
تؤثر النتائج الاقتصادية للهجرة على اقتصادات كل من الدولتين المهاجَر منها والمهاجَر إليها.

## التأثير الاقتصادي على المواطنين
وفقًا لكل من ديفيد كارد، وكريستيان داستمان، وإيان بريستون، فإن «معظم الدراسات القائمة للآثار الاقتصادية للهجرة تشير إلى أن هذه الآثار ضئيلة، وفي المتوسط تعود بالنفع على السكان الأصليين». في دراسة استقصائية للمؤلفات الموجودة؛ كتب كل من أورن بي. بودفارسون وهندريك فان دن بيرغ أن «مقارنة بين الأدلة من جميع الدراسات... توضح أنه مع استثناءات قليلة جدًا، لا يوجد دعم إحصائي قوي للرأي الذي أبداه العديد من أفراد الجمهور، أي أن الهجرة لها أثر سلبي على العمال المولودين في البلد المهاجَر إليه».
تظهر دراسات نتائج صغيرة ولكنها أكثر اختلاطًا (سلبية، إيجابية أو لا تؤثر)، بالنسبة للسكان ذوي المهارات المتدنية.
تشير البحوث أيضًا إلى أن التنوع الثقافي له تأثير إيجابي خالص على إنتاجية المواطنين الأصليين. يخلص استعراض للمؤلفات المتعلقة بالتأثيرات الاقتصادية للهجرة إلى أن الأثر المالي الصافي للمهاجرين يتفاوت بين الدراسات، ولكن أكثر التحليلات مصداقية تجد عادة آثارًا مالية صغيرة وإيجابية في المتوسط. وفقًا للمؤلفين، فإن «الأثر الاجتماعي الصافي للمهاجر على مدى حياته يعتمد إلى حد كبير وبطرق يمكن التنبؤ بها على عمر المهاجر عند وصوله، وعلى التعليم، وسبب الهجرة، وما شابه ذلك». تعد الدراسات المتعلقة بتأثير اللاجئين على رفاه السكان الأصليين قليلة ولكن المؤلفات الموجودة تظهر نتائج مختلطة (سلبية، إيجابية، ولا تؤثر على رفاه السكان الأصليين).
تعد البحوث المتعلقة بالآثار الاقتصادية للمهاجرين غير المسجلين أقل بكثير، ولكن الدراسات القائمة تشير إلى أن الآثار إيجابية بالنسبة للسكان الأصليين. تشير دراسة أجريت في عام 2015 إلى أن «زيادة معدلات الترحيل وتشديد الرقابة على الحدود تضعف أسواق العمل ذات المهارات المتدنية، وتزيد من البطالة بين العمال من ذوي المهارات المتدنية. يعمل التشريع بدلًا ن ذلك على خفض معدل البطالة بين المواطنين من ذوي المهارات المتدنية وعلى زيادة الدخل لكل مواطن محلي».

### الولايات المتحدة
أظهرت دراسة استقصائية أجراها خبراء الاقتصاد توافقًا في الآراء وراء وجهة النظر القائلة أن الهجرة من ذوي المهارات العالية تجعل المواطن الأمريكي المتوسط أفضل حالًا. أظهرت دراسة استقصائية لنفس خبراء الاقتصاد أيضًا دعمًا قويًا لفكرة مفادها أن الهجرة من ذوي المهارات المتدنية تجعل الأمريكي المتوسط أفضل حالًا.
لم يكن للهجرة عمومًا تأثير كبير على التفاوت في الأجور المحلية، ولكن الهجرة من ذوي المهارات المتدنية كانت مرتبطة باتساع فجوة التفاوت في الدخول بين السكان الأصليين. وفقًا لخبير الاقتصاد العمالي جيوفاني بيري، فإن المؤلفات الحالية تشير إلى عدم وجود أسباب اقتصادية تجعل سوق العمل الأمريكي غير قادر بسهولة على استيعاب مئة ألف لاجئ سوري في عام واحد.

## التأثير على المهاجرين والفقر العالمي
تشير البحوث إلى أن الهجرة مفيدة لكلا الدولتين المهاجَر إليها والمهاجر منها على حد سواء. وفقًا لإحدى الدراسات، فإن الرفاهة الاجتماعية تزداد في كلا النوعين من البلدان: «تأثير الرفاهة الاجتماعية المترتب على المستويات الملحوظة من الهجرة كبير، إذ يبلغ نحو 5% إلى 10% بالنسبة للبلدان الرئيسية المهاجر إليها، ونحو 10% في البلدان التي لديها تحويلات مالية ضخمة واردة». تشير الدراسات إلى أن إزالة الحواجز التي تحول دون الهجرة من شأنها أن تخلف تأثيرات عميقة على الناتج المحلي الإجمالي العالمي، إذ تتراوح تقديرات المكاسب بين 67% إلى 147%. وفقًا لبرانكو ميلانوفيتش، فإن بلد الإقامة يشكل إلى حد كبير العامل الأكثر أهمية في تحديد التفاوت العالمي في الدخول، وهو ما يشير إلى أن خفض حواجز العمل من شأنه أن يحد بشكل كبير من التفاوت العالمي في الدخول. وجدت دراسة لعمال ممثالين في الولايات المتحدة و42 بلدًا ناميًا أن «متوسط الفجوة في الأجور لذكر غير ماهر (9 سنوات من التعليم المدرسي)، ويبلغ 35 سنة من العمر، وعامل في قطاع رسمي وحضري، ووُلد وتعلم في بلد نام، يبلغ 15,400 دولار في السنة وفقًا لتعادل القوة الشرائية». وجد استطلاع أجري عام 2014 للمؤلفات الحالية حول الهجرة أن صدمة عرض مهاجرة بنسبة 10% من شأنها أن تزيد الأجور في الدولة المهاجر منها بنسبة 2% إلى 5.5%. وفقًا للخبيرين الاقتصاديين ميخائيل كليمنس ولانت بريتشيت، «يبدو أن السماح للأشخاص بالانتقال من الأماكن منخفضة الإنتاجية إلى الأماكن مرتفعة الإنتاجية هو أكثر أدوات السياسة العامة كفاءة، على الهامش، للحد من الفقر». على سبيل المثال، يساعد برنامج ناجح لمكافحة الفقر في الموقع مدته سنتان الفقراء على جني في سنة ما يعادل العمل يومًا واحدًا في العالم المتقدم. توصلت دراسة أجريت حول قرعة الهجرة، التي سمحت للتونغيين بالانتقال إلى نيوزيلندا، إلى أن الفائزين بالقرعة شاهدوا زيادة مقدارها 263% في الدخل الناتج عن الهجرة (بعد عام واحد فقط في نيوزيلندا) نسبةً إلى مشتركي القرعة غير الناجحين. تكشف دراسة طويلة الأجل عن الفائزين التونغيين في القرعة أنهم «يواصلون كسب ما يقارب 300 في المئة أكثر من غير المهاجرين، ويحصلون على صحة عقلية أفضل، ويعيشون في أسر تزيد نفقاتها عن 250 في المئة، ويمتلكون مركبات أكثر، ويملكون أصولًا أكثر استدامة». تشير تقديرات متحفظة إلى أن معدل الكسب من الهجرة خلال حياتهم يبلغ 315,000 دولار نيوزيلندي بالقيمة الحالية الصافية (نحو 237,000 دولار أمريكي). من شأن التقليل على نحو طفيف للحواجز التي تعترض حركة اليد العاملة بين العالم النامي والعالم المتقدم أن يؤدي إلى تخفيض الفقر في العالم النامي أكثر مما يفعل أي تحرير تجاري متبق.